# Nick Lowe

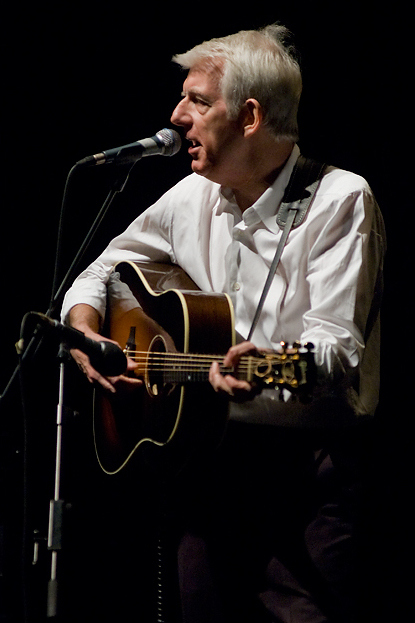
Nick Lowe

Nicholas Drain Lowe (Walton-on-Thames, 24 maart 1949) is een Brits singer-songwriter en producer. Hij is bekend onder zijn artiestennaam Nick Lowe en schreef onder andere "(What's So Funny 'Bout) Peace, Love, and Understanding", dat een hit werd voor Elvis Costello. Bekende nummers die hij zelf vertolkte, zijn "I Love the Sound of Breaking Glass" (1978), "Cruel to Be Kind" (1979) en "Half a Boy and Half a Man" (1984). Deze laatste plaat was in Nederland op donderdag 7 juni 1984 TROS Paradeplaat op Hilversum 3 en werd een grote hit. De plaat bereikte de 6e positie in de Nederlandse Top 40, de 8e positie in de Nationale Hitparade en zelfs de 5e positie in de TROS Top 50. In België bereikte de plaat de 3e positie in de Vlaamse Radio 2 Top 30.
Lowe werkte samen met veel artiesten, waaronder Dave Edmunds, The Damned, Elvis Costello, Paul Carrack en The Pretenders. Ook maakte hij deel uit van het studioproject Little Village met John Hiatt, Ry Cooder en Jim Keltner.
Op 27 juni 2010 trad Nick Lowe op Parkpop op. In 2013 kwam zijn kerstalbum uit "Quality Street". In 2011 en 2019 trad hij op bij het Glastonbury Festival.
Lowe is twee keer gehuwd. Zijn eerste vrouw was zangeres Carlene Carter. Hij heeft een zoon van zijn tweede vrouw Peta.

## NPO Radio 2 Top 2000
| Nummer met noteringen in de NPO Radio 2 Top 2000 | '99  | '00 | '01  |
| ------------------------------------------------ | ---- | --- | ---- |
| I Love the Sound of Breaking Glass               | 1838 | -   | 1813 |

1. ↑  Een '-' betekent dat het nummer niet was genoteerd en een vetgedrukt getal geeft de hoogste notering aan.
2. ↑  Deze tabel is bijgewerkt tot en met de laatste editie (2024).